# ヴェズジェホート
ヴェズジェホート (ロシア語: Вездехо́д) とは、第一次世界大戦中にロシア帝国が開発した戦車。ロシア初の戦車である。「ヴェズジェホート」の意味は、「どこにでも行ける」「全地形対応車」のことである。量産までは至らなかった。

## 概要
1914年8月より当時23歳の航空機設計者であったA・A・ポロホフシチコーフの手によって、開発が開始された。1915年1月までに設計は完了し、1月13日より製造段階へと移行した。
ヴェズジェホートの車体は装甲で覆われ、車体下部に一基の幅広なゴム製無限軌道を有している。無限軌道は5個の転輪で支えられている他、車体前部の左右に、無限軌道とは別に操縦輪ともなる小型の車輪を持つ。10馬力のガソリンエンジンを車体後部に搭載していた。軟らかい地面上においては主に無限軌道を利用し、硬い地面上においては主に車輪を用いることが考えられていた。
試作車両は1915年2月から製作が開始され、5月からは舗装道路上で試験が開始された。装甲を考慮した重量における野外走行試験では時速40ベルスタ (43km/h) を記録したが、車輪による操縦は困難であり、1915年12月に開発中止が決定された。試験報告書においては、時速25ベルスタ (27km/h) の記録、40度の傾斜登攀及び高さ3/4mの障害や幅3mの塹壕超越が可能であることなどが報告されている。しかし、操縦輪となるはずだった車輪は非力で、方向転換ができないという致命的な欠陥があった。
当局は1915年12月に開発協力を打ち切った。その後西部戦線で戦車が投入されたことを受け、1916年10月に一時開発が再開されたが、それ以上の進展は無かった。